# Хора (язык)
Хора (Hora, Jorá) — мёртвый индейский язык, который принадлежит к группе тупи-гуарани языковой семьи тупи, на котором говорил народ хора, проживающий на территории Боливии. Согласно 14 изданию справочника Ethnologue (2000), язык является мёртвым с 1963 года. Аделаар сообщил о 5-10 носителях (1991), а Кревелс, по состоянию на 1955 год, — о 5 носителях (2007).